# Xenotrachea albidisca
Xenotrachea albidisca là một loài bướm đêm trong họ Noctuidae.